# Klaas van de Bor
Klaas van de Bor (Harselaar, 24 mei 1913 – Mauthausen, 6 september 1944) was een Nederlandse verzetsstrijder en geheim agent in de Tweede Wereldoorlog. Hij was een van de slachtoffers van het Englandspiel. Na zijn dropping in Nederland in februari 1943 werd hij aangehouden door de Duitse bezetter. Anderhalf jaar later werd hij geëxecuteerd.

## Levensloop
Van de Bors moeder was weduwe. Zelf werkte hij als mollenvanger. Van de Bor was al vroeg in de oorlog betrokken bij het verzet. Hij was aangesloten bij de verzetsgroep van de onderwijzer Frans Tromp uit Hoevelaken. In de eerste helft van 1941 kwam de groep in aanraking met de Duitse deserteur Helmuth Wetzko. Tromp vermoedde dat Wetzko wel eens een deserteur kon zijn en gaf opdracht hem te doden. Een boerenknecht vond op zondag 6 april 1941, verborgen onder een paar struiken tussen Veenendaal en Renswoude, het lichaam van Wetzko. Hij was door het hoofd geschoten en met een mes in zij gestoken.
De Edese politie was verantwoordelijk voor het onderzoek. Zij kregen Van de Bor in beeld als verdachte, maar voelden er weinig voor om een verzetsman in te rekenen. Van de Bor werd gewaarschuwd. Pas een paar dagen later volgde een inval in zijn huis, maar Van de Bor zat intussen ondergedoken boven de rijwielhandel van Leen Veerman in de Langstraat in Barneveld. De foto van Van de Bor werd via plakkaten verspreid in Barneveld en omgeving.
Van de Bor was niet langer veilig op zijn geboortegrond en besloot daarom uit te wijken naar Engeland. Via Spanje en Portugal bereikte hij uiteindelijk het land aan de overkant van de Noordzee. Hij volgde daar een opleiding bij de Nederlandse Centrale Inlichtingendienst. Hij werd in de nacht van 16 en 17 februari 1943 samen met Kees Hulsteijn en Cornelis Carel Braggaar gedropt, waarschijnlijk in de buurt van Hoorn, hoewel andere bronnen stellen dat het ergens tussen Nijkerk en Putten was. De Duitsers waren echter op de hoogte van hun komst en de drie mannen werden direct aangehouden. De Special Operations Executive (SOE) in het Verenigd Koninkrijk dachten namelijk dat zij communiceerde met haar in Nederland gedropte agenten, terwijl deze agenten door de Duitse Abwehr waren opgepakt. De Abwehr zette vervolgens in hun naam het contact voort en ving nieuw gearriveerde agenten meteen op.
De drie mannen werden gevangengezet in Kamp Haaren. Van de Bor werd daar met een arm aan de verwarming vastgebonden en vervolgens afgeranseld. Zijn celgenoot Pieter Dourlein ontsnapte in augustus 1943 samen met Ben Ubbink. Zij bereikten Zwitserland en waarschuwden vandaaruit Engeland, waardoor er een einde kwam aan het zogeheten Englandspiel.
Aan het begin van september 1944 naderden de geallieerden snel de Nederlandse grens. De Duitsers ontruimden Kamp Haaren. Meer dan vijftig geheim agenten, waaronder Van de Bor, werden op transport gezet naar het Duitse concentratiekamp Mauthausen, waar ze na aankomst werden doodgeschoten.

## Eerbetoon
- Bronzen Kruis[2]
- Kruis van Verdienste
- Zijn naam staat vermeld op het monument 'Engelandvaarders' in Mauthausen.
- Zijn geboorteplaats kent een Van de Borstraat.